# Мало-Белынический сельсовет
Мало-Белынический сельсовет — упразднённая административно-территориальная единица, существовавшая на территории Рязанской губернии и Московской области до 1936 года.
Мало-Белынический сельсовет был образован в первые годы советской власти. В конце 1920-х годов он входил в состав Зарайской волости Зарайского уезда Рязанской губернии.
В 1929 году Мало-Белынический с/с был отнесён к Зарайскому району Коломенского округа Московской области.
5 апреля 1936 года Мало-Белынический с/с был упразднён. При этом его территория была передана в Больше-Белынический с/с.